# 妮科尔·戴维
拿督妮科尔·戴维 DB PJN DSPN KMN AMN（Datuk ，1983年8月26日—），馬來西亞職業壁球運動員。曾經是世界排名第一的女子壁球員，亦是首位奪得世界第一寶座的亞洲選手。從2006年8月起，妮科尔以連續108個月衛冕世界第一女壁球運動員的頭銜打破世界紀錄，也最終在2015年9月被埃及選手拉寧維蕾莉（Raneem El Weleily）反超，結束了妮科尔世界第一的歷史傳奇。她曾於2005，2006，2008，2009，2010，2011，2012以及2014年八度贏得世界壁球錦標賽（World Open）冠軍，亦曾五次奪得英國壁球公開賽（British Open）冠軍，即2005，2006， 2008，2012及2014年。2016年7月，她以達到了連續第151個月進入前10名的成就，成功創下了新的世界男女類別紀錄，打破了前蘇格蘭選手彼得·尼科爾（Peter Nicol）的150個月世界紀錄。
妮科尔在1999年與2001年在教練理查·格蘭菲爾德（Richard Glanfield）的指導下贏得了兩次世界少年壁球錦標賽（World Junior）的冠軍，也是史上第一位贏得兩次冠軍的選手。她仍然是唯一獲得此項成就的女壁球運動員，直到拉寧維蕾莉在2007年效仿妮科爾的壯舉贏得了屬於她自己的第二個世界青年錦標賽冠軍寶座。2000年，她加入了國際女子壁球選手協會（WISPA）並轉為職業選手。2008年6月7日，妮科爾在時任馬來西亞最高元首蘇丹米占再納阿比丁殿下誕辰之日被元首授予Order of Merit（Darjah Bakti）勳章，她也是此勳章自1975年6月26日成立以來時隔了30多年後的首位獲得者。

## 生平
初出道的妮科尔是首位兩度奪得世界女子青少年壁球錦標賽冠軍的球手（1999及2001年）。她在2000年正式加入WISPA成為全職壁球手，並於同年取得第一個職業巡迴賽的冠軍。2008年6月7日，妮科尔獲州元首授予槟城州拿督封銜。
妮科尔在女子壁球界保持多項紀錄，其中包括七度贏得亞洲壁球錦標賽（1998、2000、2002、2004、2006、2008及2010）；以及連續十三個月，五十一場的不敗紀錄（由2006年3月至2007年4月）。同時，她連續六年成為WISPA年度最佳球員（2005至2010年）
。
妮科尔于2008年当选马来西亚十大杰出青年。

## 比賽成績

### 世界女子壁球錦標賽
8次晉身決賽（8次冠軍，0次亞軍）
| 成績 | 年份 | 地點                     | 決賽對手    | 決賽比分                      |
| 冠軍 | 2005 | 香港                     | 梁锦河      | 8–10, 9–2, 9–6, 9–7           |
| 冠軍 | 2006 | 貝爾法斯特（北愛爾蘭）   | 喬蒂莉      | 1–9, 9–7, 3–9, 9–5, 9–2       |
| 冠軍 | 2008 | 曼徹斯特（英格蘭）       | 寶維特      | 5–11, 11–1, 11–6, 11–9        |
| 冠軍 | 2009 | 阿姆斯特丹（荷蘭）       | 喬蒂莉      | 3–11, 11–6, 11–3, 11–8        |
| 冠軍 | 2010 | 沙姆沙伊赫（埃及）       | 阿布杜·考威 | 11–5, 11–8, 11–6              |
| 冠軍 | 2011 | 鹿特丹（荷蘭）           | 鄧嘉菲      | 11–2, 11–5, 11–0              |
| 冠軍 | 2012 | 开曼群岛（英国海外领土） | 劳拉·马萨罗 | 11–6, 11–8, 11–6              |
| 冠軍 | 2014 | 开罗（埃及）             | 邱洺庆      | 5–11, 11–8, 7–11, 14-12, 11-5 |

## 外部連結
- Squash Info - Nicol David's Profile（页面存档备份，存于）（英文）
- WISPA Player Profile（页面存档备份，存于）（英文）